# Triny
Triny je česko-rómské pěvecké trio, které od roku 1999 tvoří Iveta Kováčová (mimo jiné také bývalá televizní hlasatelka), Dagmar Podkonická a Jana Procházková. Jejich hudba je žánrově poměrně obtížně zařaditelná, kromě rómské a české lidové hudby zde lze najít stopy i z oblastí moderní pop-music, dále prvky world music, blues, folku i jazzu. V roce 2011 skupina ukončila činnost.
Triny také tvoří pěveckou složku souboru Camael, které se převážně inspiruje moravským folklorem.

## Diskografie
- 2001 Gipsy Streams - Triny - Supraphon SU5354-2, EAN 0 99925 53542 1, CD [2] [3]
- 2005 Aven - Triny - Indies records EAN 8 595026 628229, CD [4] [5]
- 2010 Triny Néve